# 阿里阿拉特五世

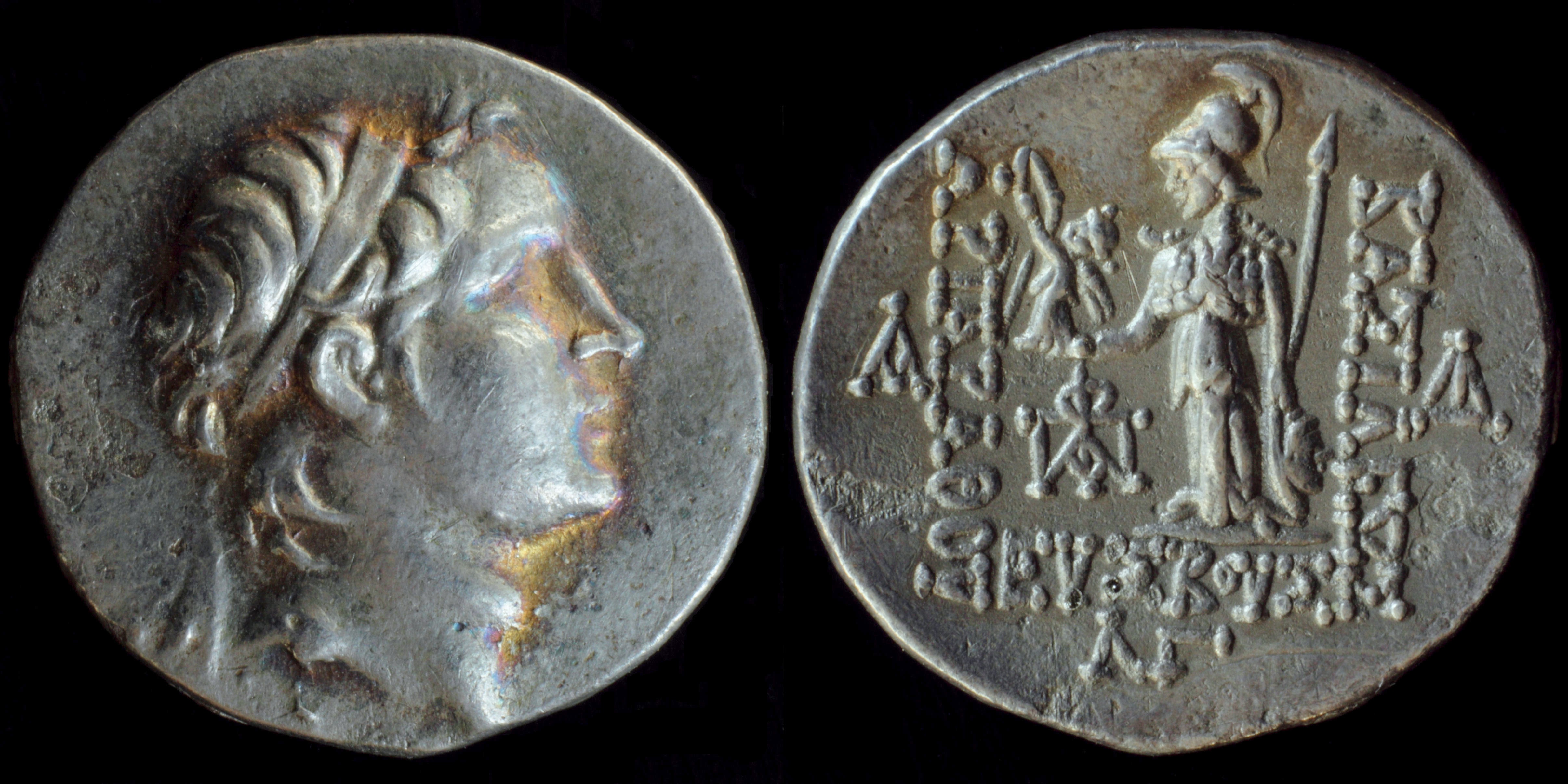
Ariarathes V of Cappadocia

阿里亚拉塞斯五世（爱父者）（？—前130年），公元前163年至公元前130年卡帕多西亚君主，阿里亚拉塞斯四世之子。他曾在雅典研习哲学，在其王国推行希腊化。他拒不与德摩特里乌斯一世（拯救者）的姐姐成婚。德摩特里乌斯一世后来帮助奥罗弗尔奈斯夺取王位。阿里阿拉特大约于公元前158年逃往罗马，后者协助其重回王位，与奥罗弗尔奈斯共同统治，但在不久之后，他成为了唯一的国王。前141年，他协助帕加马的阿塔路斯二世进攻普魯西阿斯二世，并由其子统帅这支军队。公元前131年，他率部协助罗马与阿里斯多尼库斯作战，他本人战死沙场，作为奖赏，其子得到吕考尼亚大片土地。